# Pepe Blanco
José Ruiz Blanco, alias Pepe Blanco est un chanteur espagnol de flamenco né le 19 mars 1911 à Logroño (La Rioja) et mort le 17 décembre 1981 à Madrid.

## Chansons
Parmi les plus de 150 chansons qu’il a enregistrées au cours de sa vie, il convient de souligner :
- 1944 - Farolero
- 1946 - El gazpacho
- 1946 - Malena Montoya
- 1946 - Barquito sin rumbo
- 1946 - Magnetismo
- 1947 - El afilador
- 1947 - Sangre gitana
- 1947 - Betunero
- 1947 - Tani
- 1947 - Faraón
- 1947 - El embrujo de Granada
- 1947 - La muerte de Manolete
- 1947 - El gitano señorón
- 1948 - Mi salinera
- 1948 - La chunga
- 1949 - Cocidito madrileño
- 1950 - Frente a frente (Con Carmen Morell)
- 1950 - Machote
- 1950 - La malvaloca
- 1954 - El granate (Con Carmen Morell)
- 1958 - En La Rioja nací
- 1958 - Amor que vienes cantando (Con Carmen Morell)
- 1958 - Me debes un beso (Con Carmen Morell)
- 1959 - Qué no se entere mi madre (Con Carmen Morell)
- 1959 - ¡Ay, mi cielo! (Con Carmen Morell)
- 1959 - Carmen, me tienes loco (Con Carmen Morell)